# Игришће
Игришће је насељено место у саставу општине Јаковље у Загребачкој жупанији, Хрватска. До територијалне реорганизације у Хрватској налазило се у саставу старе општине Доња Стубица.

## Становништво
На попису становништва 2011. године, Игришће је имало 731 становника.

## Попис1991.
На попису становништва 1991. године, насељено место Игришће је имало 612 становника, следећег националног састава:
| Попис 1991.‍ | Попис 1991.‍ | Попис 1991.‍ | Попис 1991.‍ | Попис 1991.‍ |
| ----------- | ----------- | ----------- | ----------- | ----------- |
|             |             |             |             |             |
| Хрвати      | Хрвати      |             | 607         | 99,18%      |
| Словенци    | Словенци    |             | 2           | 0,32%       |
| Муслимани   | Муслимани   |             | 1           | 0,16%       |
| Срби        | Срби        |             | 1           | 0,16%       |
| непознато   | непознато   |             | 1           | 0,16%       |
| укупно: 612 |             |             |             |             |